# New Vienna (Ohio)
New Vienna és una població dels Estats Units a l'estat d'Ohio. Segons el cens del 2000 tenia 1.294 habitants.

## Demografia
Segons el cens del 2000, New Vienna tenia 1.294 habitants, 497 habitatges, i 330 famílies. La densitat de població era de 624,5 habitants per km².
Dels 497 habitatges en un 38,6% hi vivien nens de menys de 18 anys, en un 46,9% hi vivien parelles casades, en un 13,7% dones solteres, i en un 33,6% no eren unitats familiars. En el 27,8% dels habitatges hi vivien persones soles el 10,9% de les quals corresponia a persones de 65 anys o més que vivien soles. El nombre mitjà de persones vivint en cada habitatge era de 2,6 i el nombre mitjà de persones que vivien en cada família era de 3,16.
Per edats la població es repartia de la següent manera: un 31% tenia menys de 18 anys, un 9,7% entre 18 i 24, un 30,4% entre 25 i 44, un 19,6% de 45 a 60 i un 9,4% 65 anys o més.
L'edat mediana era de 32 anys. Per cada 100 dones de 18 o més anys hi havia 84,1 homes.
La renda mediana per habitatge era de 31.750 $ i la renda mediana per família de 36.339 $. Els homes tenien una renda mediana de 31.471 $ mentre que les dones 21.042 $. La renda per capita de la població era de 13.966 $. Aproximadament el 9,1% de les famílies i el 10,8% de la població estaven per davall del llindar de pobresa.

## Poblacions més properes
El següent diagrama mostra les poblacions més properes.